# گانتاون (میسیسیپی)
گانتاون (به انگلیسی: Guntown) شهرکی در ایالت میسیسیپی کشور ایالات متحده آمریکا است که جمعیت آن در سرشماری سال ۲۰۱۰ میلادی، ۲٬۰۸۳
نفر بوده‌است.